# Takuya Iwanami
Takuya Iwanami (岩波 拓也 Iwanami Takuya?), född 18 juni 1994, är en japansk fotbollsspelare som spelar för Urawa Red Diamonds.
I augusti 2016 blev han uttagen i Japans trupp till fotbolls-OS 2016.